# Carlotta Zofkova
Carlotta Zofkova Costa de Saint-Genix de Beauregard (née Zofkova le 22 février 1993 à Lugo) est une nageuse italienne.

## Biographie
Originaire de Conselice, c'est la fille du comte Jean Costa de Saint-Genix de Beauregard qui avait eu une relation avec sa mère, Alena Žofková, d'origine tchèque, et qui a tardivement reconnu sa fille en lui donnant également son nom et ses titres. Ayant grandi au sein du club Imolanuoto où son entraîneur est le Hongrois Tamas Gyertyanffy, depuis juin 2012, elle appartient  au Gruppo Sportivo Forestale, toujours avec comme entraîneur Gyertyanffy. apres avoir débuté comme nageuse de brasse, de 4 nages et de papillon, elle se spécialise dans le dos. elle remporte deux titres nationaux toujours dans le dos et un argent lors des Championnats d'Europe de 2012 avec le relais mixte. Pour 1/100e, elle ne se qualifie pas pour les Jeux olympiques de 2012 à Londres.
En 2016, elle remporte son second titre national sur 100 m dos et l'argent sur 200 m. Elle est finaliste des Championnats d'Europe 2016 à Londres, sur 100 m dos (6e) et remporte la médaille d'argent du relais 4 x 100 m mixte. Lors du trophée des Sette Colli, elle remporte le bronze sur 100 m et obtient sa qualification pour les Jeux olympiques de 2016 à Rio (1 min 0 s 70) où elle fait partie du relais italien 4 x 100 m qui bat le record national en 3 min 59 s 09, pour se qualifier pour la finale olympique.